# Olyras
Genre
Olyras est un genre de papillons de la famille des Nymphalidae et de la sous-famille des Danainae qui résident en Amérique Centrale et sur la cote Pacifique de l'Amérique du Sud..

## Historique et  dénomination
Le genre  Olyras a été nommé par Henry Doubleday en 1847.
Synonyme : Gelotophye d'Almeida, 1940;

## Liste des espèces
- Olyras crathis Doubleday, [1847]
- Olyras insignis Salvin, 1869
- Olyras theon Bates, 1866[1].